# Zagorak
Zagorak este un sat din comuna Danilovgrad, Muntenegru. Conform datelor de la recensământul din 2003, localitatea are 153 de locuitori (la recensământul din 1991 erau 147 de locuitori).

## Demografie
În satul Zagorak locuiesc 127 de persoane adulte, iar vârsta medie a populației este de 46,0 de ani (42,3 la bărbați și 48,7 la femei). În localitate sunt 59 de gospodării, iar numărul mediu de membri în gospodărie este de 2,59.
|  |

| Demografie | Demografie | Demografie |
| An         | Locuitori  | Locuitori  |
| ---------- | ---------- | ---------- |
|            |            |            |
|            |            |            |
|            |            |            |
|            |            |            |
| 1948       | 257        |            |
| 1953       | 261        |            |
| 1961       | 243        |            |
| 1971       | 200        |            |
| 1981       | 180        |            |
| 1991       | 147        | 147        |
| 2003       | 155        | 153        |

| \| Componența etnică conform recensământului din 2003[2] \| Componența etnică conform recensământului din 2003[2] \| Componența etnică conform recensământului din 2003[2] \| Componența etnică conform recensământului din 2003[2] \| Componența etnică conform recensământului din 2003[2] \| \| ----------------------------------------------------- \| ----------------------------------------------------- \| ----------------------------------------------------- \| ----------------------------------------------------- \| ----------------------------------------------------- \| \| \| \| \| \| \| \| Muntenegreni \| Muntenegreni \| \| 129 \| 84,31% \| \| Sârbi \| Sârbi \| \| 19 \| 12,41% \| \| necunoscută \| necunoscută \| \| 0 \| 0% \| |              |  |     |        |
| Componența etnică conform recensământului din 2003 |              |  |     |        |
| |              |  |     |        |
| Muntenegreni | Muntenegreni |  | 129 | 84,31% |
| Sârbi | Sârbi        |  | 19  | 12,41% |
| necunoscută | necunoscută  |  | 0   | 0%     |